# Srilankamys ohiensis
Srilankamys ohiensis és una espècie de mamífer rosegador de la família dels múrids. És endèmica de l'altiplà central de Sri Lanka, on viu a altituds d'entre 915 i 2.310 msnm. Es tracta d'un animal nocturn. El seu hàbitat natural són els boscos perennifolis. Està amenaçada per l'expansió dels camps de conreu, els incendis forestals i la depredació per carnívors domèstics. El seu nom específic, ohiensis, significa ‘d'Ohiya’ en llatí.